# 何香凝
何 香凝（か こうぎょう）は、清末民初から中華人民共和国初期の女性政治家・革命家・画家。中国同盟会以来の革命派人士で、夫の廖仲愷とともに中国国民党左派として知られる。旧名は諫。別名は瑞諫。室名に双清楼主。息子は廖承志、娘は廖夢醒で、いずれも中国共産党に属した。 

## 事績

### 日本留学と同盟会参加
香港で各種事業を兼業していた農民の家庭に生まれる。1897年（光緒23年）10月、廖仲愷と結婚。1902年（光緒28年）、廖が日本に留学したのを追う形で、翌年に何香凝も日本へ向かう。日本女子大学校（現在の日本女子大学）予科を経て、女子高等師範学校（現在のお茶の水女子大学）予科に入学した。1906年（光緒32年）秋、日本女子大学校に再入学し、博物科で学ぶ。1908年（光緒34年）、私立女子美術学校（現在の女子美術大学）に転入して、田中頼章の下で絵画を学び、1910年（宣統2年）秋に卒業した。後に何は画家としても作品を残すことになる。
その一方で、何香凝は日本滞在中の1903年（光緒29年）春に孫文（孫中山）と面識を持ち、1905年（光緒31年）7月に中国同盟会に参加した。以後も夫の廖仲愷とともに同盟会の活動に積極的に従事している。中華民国成立後も第二革命（二次革命）、護法運動において孫の下で活動した。1922年（民国11年）6月、反孫のクーデターを起こした陳炯明に廖が拘束された際には、何が手を尽くしてこれを救出している。

### 国民党左派としての活動と夫の死
1924年（民国13年）1月、中国国民党が第1回代表大会を開催すると、何香凝は同党婦人部長に選出され、各種女性運動を展開する。また、廖仲愷とともに聯共（国共合作支持）の党内左派人士と目された。翌1925年（民国14年）1月、孫文が北京で重病に倒れると、何はその下に駆けつけ看病に従事し、3月の孫の死も看取っている。孫死後も夫を助けて政治活動を展開したが、同年8月20日、廖と何が党本部正門を出たところを暴漢に狙撃され、廖が殺害されてしまう。
これ以後も、何香凝は廖仲愷の遺志を受け継ぐ形で、党人としての活動を継続した。第2回全国代表大会でも引き続き婦人部長に選出され、北伐の後方支援のために慰労隊・救護隊の組織に従事した。しかし、1927年（民国16年）4月の上海クーデター（四・一二政変）を経て蔣介石が党内権力を掌握し、武漢国民政府の汪兆銘（汪精衛）も同年7月に中国共産党との決裂に至ってしまう。聯共を唱える何は地位を保持し得なくなり、まもなく事実上、下野して欧州に去った。

### 抗日運動と民革結成
1931年（民国20年）9月、満州事変（九・一八事変）が勃発すると、何香凝は帰国し、抗日の社会運動を積極的に展開する。以後も宋慶齢や馮玉祥らと連携して蔣介石に抗日方針の貫徹を迫り、さらに1936年（民国25年）11月に「七君子事件」（抗日を主張する著名文化人7人が国民政府当局により突然拘禁された事件）が起きると、これへの抗議も展開した。
西安事変を経て第2次国共合作が成立してからも、何香凝は聯共の立場で政治活動・社会運動を継続し、さらに反蔣介石の立場をとる政治家たち、特に広東軍出身の李済深らとの連携を強めていく。日中戦争終結後の1946年（民国35年）秋、何香凝は広州での中国国民党民主促進会結成に参与した。まもなく蔣介石の圧迫を受けたため、香港に移って同会の活動を継続している。1948年（民国37年）1月には、中国国民党革命委員会（民革）の結成にも参加した。
1949年4月、何香凝は香港から北平（北京）に向かい、中国共産党の政権への参加意思を示した。同年10月、中華人民共和国が成立すると、何は中央人民政府委員会委員に任じられた。以後も中国人民政治協商会議全国委員会副主席、華僑事務委員会主任、中国美術家協会主席、全国人民代表大会常務委員会副委員長、民革主席、中華全国婦女聯合会名誉主席などの要職を歴任した。1972年9月1日、北京にて病没。享年94（満93歳）。南京市の孫中山陵傍で、廖仲愷とともに埋葬されている。

## 著作
- 回憶孫中山和廖仲愷
- 何香凝詩畫集
- 雙清詞草
- 雙清樓文集

## 注
1. ↑  徐主編（2007）、673頁と劉国銘主編（2005）、1113頁による。尚（1980）、67頁は1879年7月16日（清光緒5年5月27日）としている。
2. ↑  尚（1980）、67-68頁。
3. 1 2 3 4 5  徐主編（2007）、673頁。
4. 1 2 3 4 5 6 7  劉国銘主編（2005）、1113頁。
5. ↑  尚（1980）、68頁。
6. ↑  尚（1980）、68-70頁。
7. ↑  尚（1980）、70-72頁。
8. ↑  尚（1980）、72-73頁。
9. ↑  尚（1980）、73-75頁。
10. ↑  尚（1980）、75-76頁。
11. ↑  徐主編（2007）、673-674頁。